# Sagron Mis
Sagron Mis – miejscowość i gmina we Włoszech, w regionie Trydent-Górna Adyga, w prowincji Trydent.
Według danych na rok 2004 gminę zamieszkuje 207 osób, 18,8 os./km².